# Подружня зрада

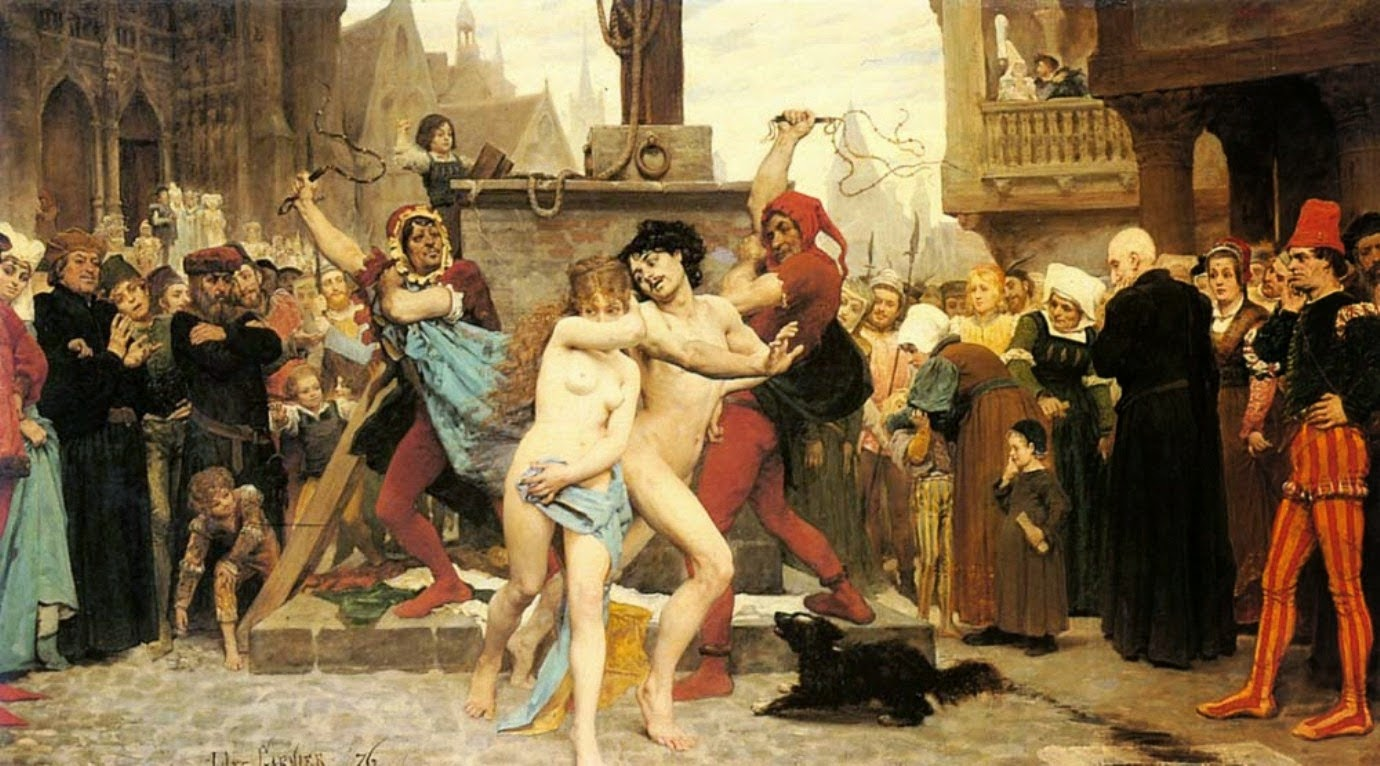
Покарання перелюбників (Гарнє, 1876)

Пере́люб — порушення подружньої вірності, перебування у позашлюбному любовному зв'язку, статевий акт з чужою дружиною або чоловіком. У багатьох релігіях і культурах вважається гріхом, який жорстоко карається, аж до смертної кари. Визначення перелюбу різниться у різних правових системах, але спільним для всіх є факт сексуальної близькості поза шлюбом у тій чи іншій формі. У багатьох юрисдикціях країн, що розвиваються, адюльтер, як і позашлюбний секс, досі переслідується законом. У таких країнах жінок карають набагато суворіше, ніж чоловіків, аж до забивання камінням. У деяких країнах світу випадками адюльтеру і перелюбства називають і ті, коли жінку зґвалтовано. Так, наприклад, відбувається в Нігерії та Пакистані. Також — перелю́бство, подру́жня зра́да, адюльтер.

## Історія

### Стародавній світ
В значній кількості країн одружена жінка розглядалася як власність чоловіка. Відповідно, перелюб був частково замахом на право власності чоловіка, право на розмноження.
Смертна кара дружинам за зраду передбачалася Законами Ману в Стародавній Індії, а також законами Стародавнього Єгипту, Афін. За законами Римської республіки чоловік, що застав дружину на місці перелюбу, міг її вбити.

### Інші країни
За Кодексу Наполеона, що набув чинності 21 березня 1804, чоловік міг вимагати від дружини розлучення за адюльтер, а чоловіча зрада могла бути достатньою підставою для розлучення, якщо тільки він приводив коханку додому.
Згідно з дослідженням Робіна Бейкера з використанням генетичних методів, 11% дітей лондонців, народжених у шлюбі, не від законних батьків. За даними двох досліджень, 26% або 40% одружених мешканок Москви хоча б раз мали адюльтер. Серед чоловіків цей відсоток істотно вищий.

### Італія
- 1425 року Парізіна Малатеста, дружина маркіза Нікколо ІІІ д'Есте, і його син Уго д'Есте були страчені за перелюб[3].

## Правові санкції в релігіях
Історично адюльтер суворо переслідувався законом. На подружжя могли накладатися зобов'язання не мати сексуальних партнерів(-ок) поза шлюбом. Дуже часто подружня зрада була вагомою підставою для початку процесу розлучення. У деяких місцях за адюльтер засуджували до смертної кари. 

### В Біблії
У Біблії термін перелюб відрізняється від ширшого поняття «розпусти», що не передбачає подружнього статусу особи (осіб).
Старий Завіт (Тора) забороняє перелюб (Вих., 20:14; Втор., 5:18), передбачаючи за нього смертну кару (Лев., 20:10) для «чужоложників та перелюбниць». У Новому Заповіті перелюб так само засуджено (1Кор., 6:9; Гал., 5:19).

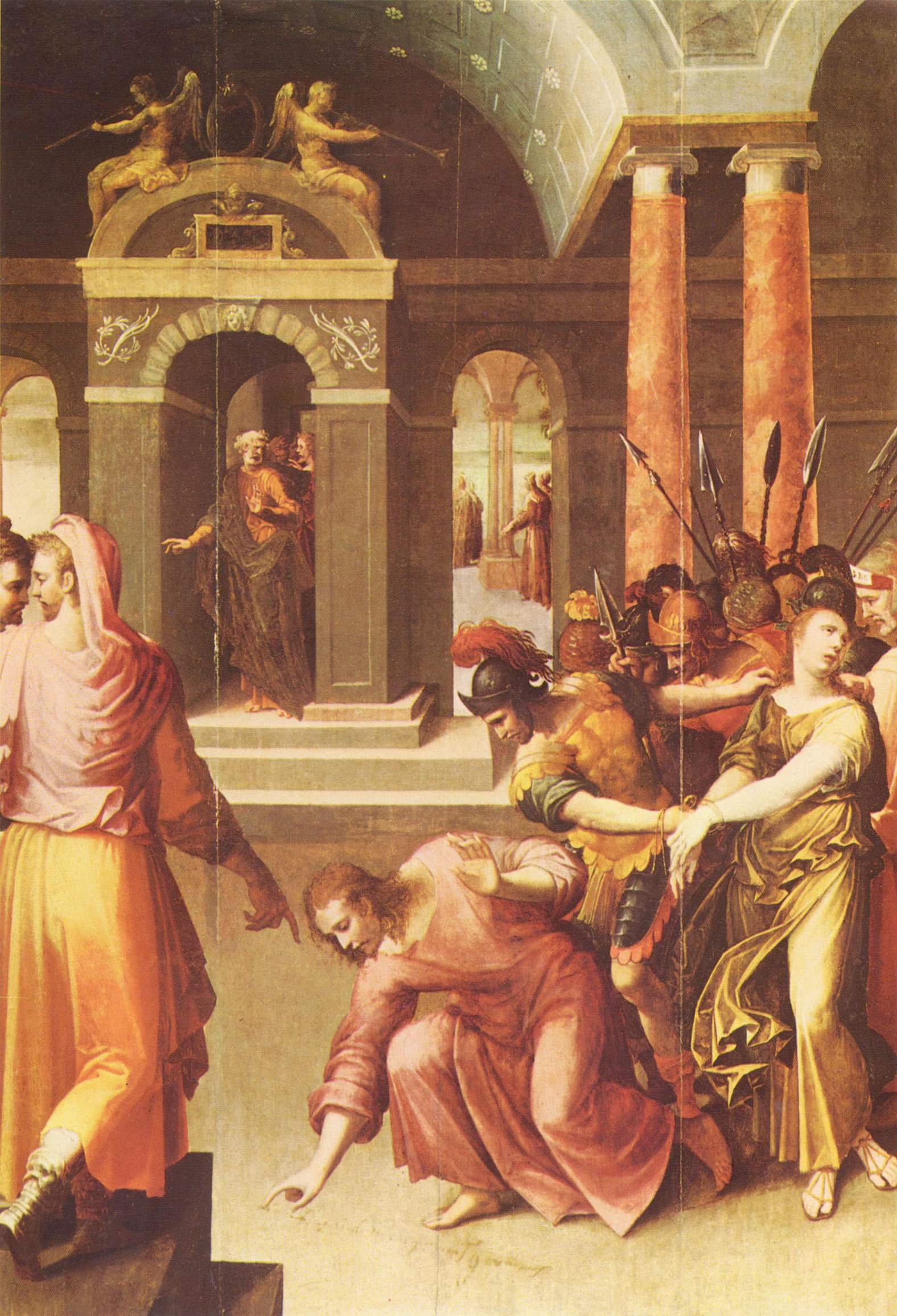
Ісус та блудниця

Ісус Христос перебував на шлюбних церемоніях (Ін., 2:1-11), дав заповіді подружнього життя й такі, що засуджують перелюб. Наприклад: «Я кажу вам, що кожний, хто дивиться на [чужу] жінку з пожадливістю, той уже вчинив із нею перелюб у серці своїм» (Мт., 5:28). Також Христос засудив розлучення та повторний шлюб як перелюб: «Кожен, хто дружину свою відпускає, і бере собі іншу, той чинить перелюб. І хто побереться з тією, яку хто відпустив, той чинить перелюб». (Лук., 16:18; Марк. , 10:11-12).
Новозавітнє Святе Письмо дозволяє чоловіку та жінці вступати в шлюб (1Кор., 9:5), бути разом (1Кор., 7:5), володіти тілом одне одного (1Кор., 7:4), народжувати дітей (1Тим., 5:14), тобто, вести сексуальне шлюбне життя. Втім, не спонукає (1Кор., 7:6,35). Отже, таке сексуальне життя чоловіка і жінки, що перебувають у шлюбі, не вважається перелюбом або розпустою згідно з Біблією.
У ще одному свідоцтві про життя Ісуса написано, що Він пробачив жінку, звинувачену в перелюбі (Ін., 8:1-11).
Також у Новозавітньому Святому Письмі говориться, що Ісус Христос виконує і змінює закон Мойсея, Тору (Мт. 5.17, Євр., 7.12, Дії, 3.22-23), доповнивши "законом Христа" (Гал., 6.2), котрий доречі не скасував смертну кару та не заборонив вбивства взагалі і не змінив Боже ставлення до нього (Мт. 10.34), лише щодо покарання на смерть за перелюб, що містилося у старозаповітньому Письмі. І тому вважається, того хто вчинив перелюб очікує не людський суд (Євр. 13.4), а Божа кара - друга смерть в озері вогняному (Откр. 21.8).  

### В ісламі
В ісламі будь-який позашлюоний добровий суд (Євр. 13.4)льний сексуальний зв'язок є перелюбством. Якщо людина, що вчинила перелюб, перебуває в шлюбі, її піддають 100 ударам батогом (хоча в деяких мусульманських державах і регіонах мають місце порушення цього правила, ба більше, смертній карі можуть піддати й неодружену жінку, причому не тільки за перелюб, хоча це повністю суперечить Корану і сунні Пророка). 
Безпосередньо статевий акт (за висловом юристів потрібно бачити, що «ключ знаходиться в замку») повинні підтвердити 4 (мінімум) людини, що мають бездоганну репутацію та заслужений авторитет (грубо кажучи, свідчення тих, кого часто звинувачують у брехні, ненадійних людей не приймаються). Якщо будуть розбіжності в показаннях свідків, вони всі будуть тілесно покарані. Будь-який вагомий сумнів скасовує покарання. Також заборонено самосуд (існує думка, що чоловік може вбити дружину і коханця, але це повністю суперечить Сунні Мухаммада). Якщо чоловік скаже, що побачив дружину з коханцем, але не наведе доказів, то він сам заслуговує 80 ударів батогом. Але подружжя може поклястися в тому, було перелюбство чи ні. Якщо чоловік звинуватить жінку, яка не є його дружиною, у перелюбі і не надасть чотирьох свідків, то отримає 80 ударів. Людина може сама зізнатися, що вчинила перелюбство, тоді вона також зазнає смертної кари (забивання камінням). Подібного роду випадки були в практиці. 
У Корані немає ніяких згадок про те, що слід піддавати страті тих, хто вчинили перелюб. Згідно з Сунною, на людині, яку зґвалтували, немає гріха (і, відповідно, вона карається).